# قمة شرم الشيخ الاقتصادية
قمة شرم الشيخ الاقتصادية (الدورة الثانية للقمة العربية التنموية: الاقتصادية والاجتماعية) هي قمة عربية اقتصادية أقيمت في 20 يناير/ كانون الثاني 2011.